# Carapina

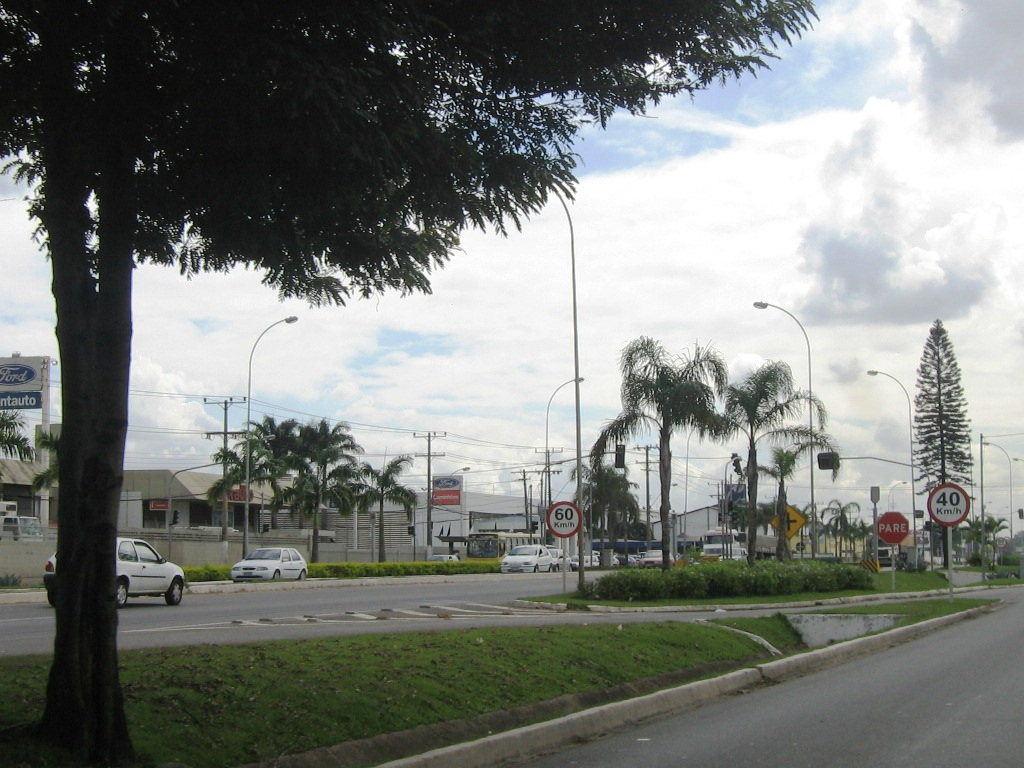
Vägen BR-101 genom Carapina.

Carapina tillhör kommunen Serra, här markerat i delstaten Espírito Santo.

Carapina är en ort och ett distrikt vid atlantkusten i östra Brasilien och ligger i delstaten Espírito Santo. Carapina har cirka 250 000 invånare och är den största orten i kommunen Serra, som ingår i Vitórias storstadsområde.

## Befolkningsutveckling
| Område            | Areal (km²)   | Invånarantal 1 augusti 2000 | Invånarantal 1 augusti 2010 |
| ----------------- | ------------- | --------------------------- | --------------------------- |
| Kommunen Serra    | 551,69        | 321 181                     | 409 267                     |
| Urban befolkning  | Ingen uppgift | 319 621                     | 406 450                     |
| ...varav Carapina | Ingen uppgift | 192 899                     | 243 314                     |